# Kašpárek (film, Francie, 1980)
Kašpárek (originální francouzský název Le Guignolo) je francouzsko-italská špionážní filmová komedie režiséra Georgese Lautnera z roku 1980 v hlavní roli s Jean-Paulem Belmondem. Převážná část filmu se odehrává v Benátkách.

## Děj
Alexandre Dupré je podvodník menšího formátu, který je jednoho dne zapleten do zpravodajské hry francouzské tajné služby. Jednoho dne jej v letadle na cestě do Benátek osloví neznámý muž a požádá ho, aby mu na letišti přenesl jeho kufřík. Muž je následně na letišti zastřelen a Dupré je kontaktován dvěma soupeřícími skupinami, které chtějí získat obsah kufříku. Zastřelený muž byl totiž vynálezce Louis Fréchet, který objevil nový způsob zpracování ropy, který by mohl mít fatální následky na její cenu na světových trzích. Podrobnosti o této metodě, která je zaznamenaná na mikrofilmu, chtějí získat Arabové a rovněž francouzský stát, který tak chce zabránit změnám, které by nastaly v případě uvedení vynálezu do praxe. Duprému se nakonec podaří dopravit mikrofilm až přímo do Elysejského paláce a v závěru je proto odměněn udělením Řádu čestné legie.

## Obsazení
| Jean-Paul Belmondo   | Alexandre Dupré      |
| Georges Géret        | Joseph               |
| Michel Galabru       | Achille Sureau       |
| Mirella D'Angelo     | Sophie / Pamela      |
| Pierre Vernier       | Helmut von Ofenburg  |
| Paolo Bonacelli      | Kamal                |
| Michel Beaune        | Louis Fréchet        |
| Tony Kendall         | Frantz               |
| Maurice Auzel        | muž z autobusu       |
| Carla Romanelli      | Gina                 |
| Von Gretchen Shepard | Caroline, agent X-22 |